# Schneckenkapelle

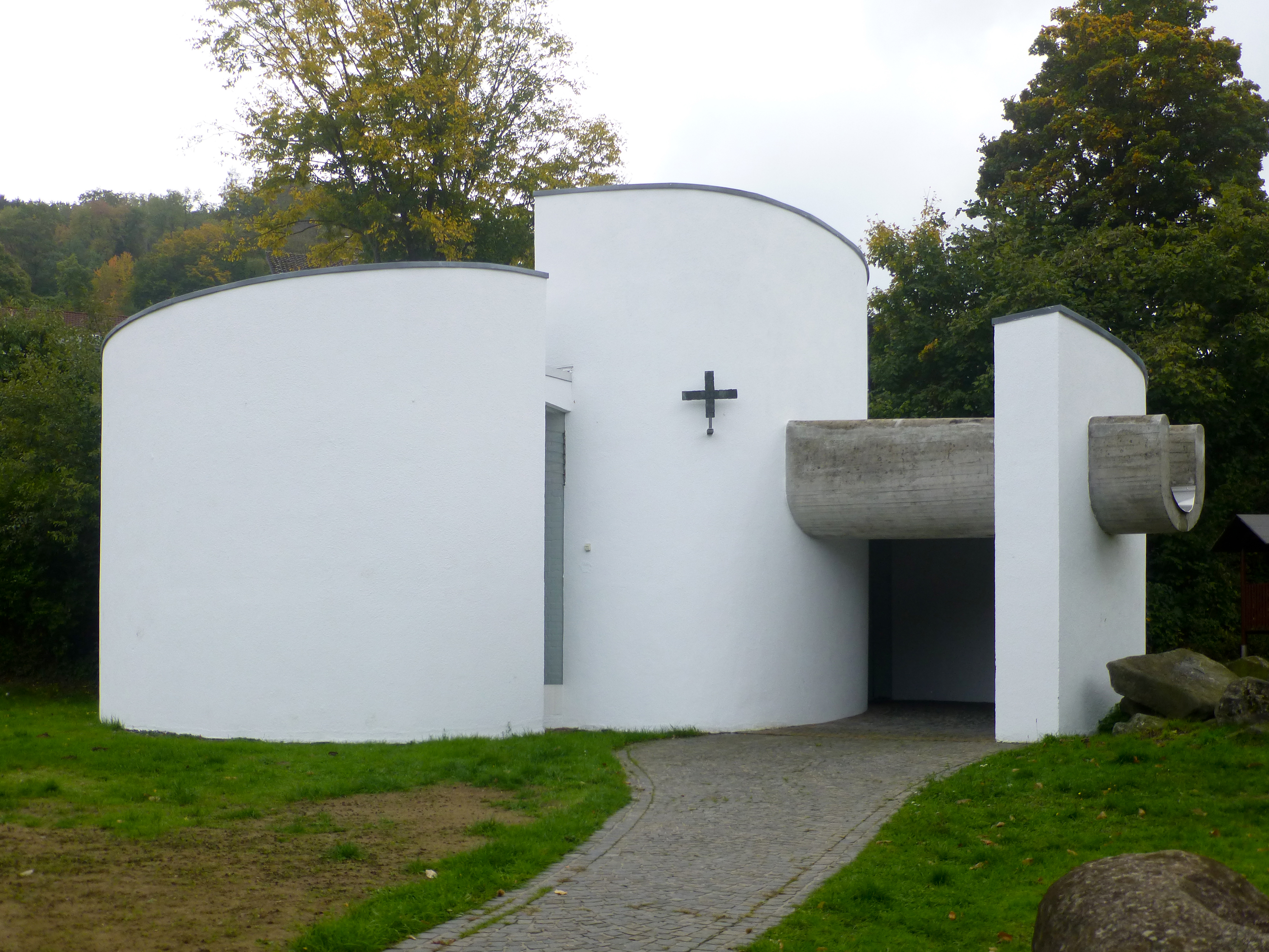
Schneckenkapelle in Billings

Die Schneckenkapelle ist ein evangelisches Kirchengebäude in Billings, einem Ortsteil von Fischbachtal im südhessischen Landkreis Darmstadt-Dieburg. Sie gehört zur Kirchengemeinde Niedernhausen im Dekanat Vorderer Odenwald der Propstei Starkenburg der Evangelischen Kirche in Hessen und Nassau.

## Beschaffenheit
Die Schneckenkapelle wurde 1967 nach Plänen von Hermann Fautz und Otfried Rau errichtet. Ihren Namen erhielt sie wegen ihrer an ein Schneckenhaus erinnernde Gestalt. Der sich dadurch öffnende Eingang scheint „den Betrachter in das Innere der Kapelle zu ziehen, um ihm dort gleichermaßen Schutz und Besinnung zu bieten.“
Für ihren Entwurf wurden die Architekten 1971 mit dem Förderpreis des Bundesverbands der Deutschen Ziegelindustrie ausgezeichnet.

## Weiteres
Die Schneckenkapelle ist eine Station des ökumenischen Pilgerwegs St. Jost im Fischbachtal.